# Hogere wiskunde
Hogere wiskunde is een algemene aanduiding voor de wiskunde die op universitair niveau wordt onderwezen. Hogere wiskunde duidt erop dat de beginselen van het vak bekend worden verondersteld. De wiskunde, die op de middelbare school wordt onderwezen, wordt verder uitgediept, maar er komen ook voor de student nieuwe gebieden aan bod.
Enkele hogere deelgebieden in de wiskunde:
- Analyse
  - Differentiaalrekening
  - Functionaalanalyse
  - Integraalrekening
  - Maattheorie
- Bewijstheorie
- Complexe functietheorie
- Discrete wiskunde
  - Grafentheorie
- Getaltheorie
- Kansrekening
- Meetkunde
  - Lineaire algebra
  - Topologie
- Logica